# Iniciativa Cívica
Iniciativa Cívica (en ruso: Гражданская инициатива; Grazhdánskaya initsiativa) es un partido político liberal en Rusia, fundado por el exministro de Economía ruso Andréi Necháiev.

## Historia
El 27 de julio de 2012. se anunció el comienzo de la creación del partido. Durante el siguiente semestre, se establecieron oficinas de representación en 50 regiones. 
El 2 de marzo de 2013, se celebró el congreso constituyente del partido, en el que se adoptó el manifiesto del partido, la resolución y las reglas del partido, y se presentó una solicitud de registro ante el Ministerio de Justicia. El 13 de mayo de 2013, el partido fue registrado. Necháiev ejerce su presidencia desde 2013.
El partido se opone al fraude electoral, apoya la libertad de iniciativa empresarial y la modernización de la esfera económica y social. Se opone a la reforma de la atención médica en Moscú y defiende la legalización de la posesión de armas.
En mayo de 2016, el partido acordó presentar una lista conjunta única con el Partido del Crecimiento para las elecciones legislativas de 2016. En las elecciones, el Partido del Crecimiento ganó menos del 5% de los votos y no pudo obtener escaños en la Duma Estatal.
El 23 de diciembre de 2017, Ksenia Sobchak ingresó al consejo político del partido. Fue nominada como candidata a la presidencia de Rusia por el partido para las elecciones presidenciales rusas de 2018. En dichos comicios, Sobchak obtuvo el cuatro lugar con un 1,68% de los votos.
El 31 de octubre de 2023, el Consejo Político del partido decidió apoyar a Borís Nadezhdin en las elecciones presidenciales de Rusia de 2024 y declaró su disposición a nominarlo como candidato de la “Iniciativa Cívica”. El 23 de diciembre de 2023, el VII Congreso extraordinario del partido nominó por unanimidad a B. B. Nadezhdin como candidato para las elecciones presidenciales de 2024.
El 8 de febrero de 2024, la comisión electoral rusa vetó al opositor Borís Nadezhdin, crítico con el Kremlin y la guerra con Ucrania.

## Resultados electorales

### Elecciones presidenciales
| Año  | Candidato      | Candidato      | Primera vuelta | Primera vuelta  | Primera vuelta | Resultado | Notas |
| Año  | Candidato      | Candidato      | Votos          | %               | Posición       | Resultado | Notas |
| ---- | -------------- | -------------- | -------------- | --------------- | -------------- | --------- | ----- |
| 2018 | Ksenia Sobchak | Ksenia Sobchak | 1 238 031      | \| \| 1.68 % \| | 4.º            | No electa |       |
|      | 1.68 %         |                |                |                 |                |           |       |

### Elecciones legislativas
| Año  | Cabeza de lista | Cabeza de lista | Votos   | %               | Escaños | +/- | Posición | Posición          | Estatus | Notas                                                                       |
| ---- | --------------- | --------------- | ------- | --------------- | ------- | --- | -------- | ----------------- | ------- | --------------------------------------------------------------------------- |
| 2016 | Borís Titov     | Borís Titov     | 679 030 | \| \| 1.31 % \| | 0/450   | 0   | 9.º      | No obtuvo escaños |         | Primera participación electoral. En alianza con el Partido del Crecimiento. |
|      | 1.31 %          |                 |         |                 |         |     |          |                   |         |                                                                             |